# Голлі Гантер
Голлі Гантер (англ. Holly Hunter; нар. 20 березня 1958) — американська акторка, родом зі штату Джорджія.

## Ранні роки

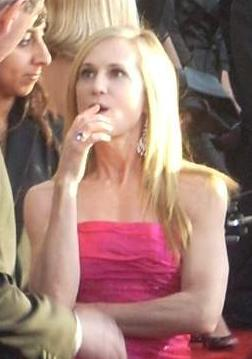

Народилася у Коньєрсі у родині домогосподарки Опель Маргеріт та фермера Чарльза Гантера. Навчалася в університеті Карнегі — Меллон у Піттсбурзі. Після його закінченні працювала у театрі City Theatre, де з'явилася в деяких театральних постановках.

## Фільмографія
| Рік       |    | Українська назва       | Оригінальна назва                                                             | Роль                         |
| --------- | -- | ---------------------- | ----------------------------------------------------------------------------- | ---------------------------- |
| 1981      | ф  | Спалення               | The Burning                                                                   | Софі                         |
| 1984      | ф  | Додаткова зміна        | Swing Shift                                                                   | Джіані                       |
| 1984      | ф  | Просто кров            | Blood Simple                                                                  | Елена Тренд                  |
| 1984      | ф  | Перезмінка             | Swing Shift                                                                   | Дженні                       |
| 1987      | ф  | Виховуючи Аризону      | Raising Arizona                                                               | Едвіна «Ед» МакДонноу        |
| 1987      | ф  | Кінець лінії           | End of the Line                                                               | Шарлотта                     |
| 1987      | ф  | Теленовини             | Broadcast News                                                                | Джейн Крейг                  |
| 1987      | ф  | Вбивство на болоті     | Murder On The Bayou                                                           | Кенді Маршал                 |
| 1989      | ф  | Міс Феєрверк           | Miss Firecracker                                                              | Карнель Скот                 |
| 1989      | ф  | Поведінка тварин       | Animal Behavior                                                               | Корел Грейбл                 |
| 1989      | ф  | Завжди                 | Always                                                                        | Дорінда Дарстон              |
| 1991      | ф  | Ще гурток              | Once Around                                                                   | Ріната Белла                 |
| 1993      | ф  | Піаніно                | The Piano                                                                     | Ада МакГреф                  |
| 1993      | ф  | Фірма                  | The Firm                                                                      | Теммі Хемпфіл                |
| 1993      | тф | Вбивця предводителя    | The Positively True Adventures of the Alleged Texas Cheerleader-Murdering Mom | Ванда Холлоуей               |
| 1995      | ф  | Імітатор               | Copycat                                                                       | Ем Джей Монахан              |
| 1995      | ф  | Додому на свята        | Home for the Holidays                                                         | Клаудіа Ларсон               |
| 1996      | ф  | Автокатастрофа         | Crash                                                                         | Хелен Ремінгтон              |
| 1997      | ф  | Життя гірше звичайного | A Life Less Ordinary                                                          | О'Рейлі                      |
| 1998      | ф  | На всю котушку         | Living Out Loud                                                               | Джудіт Мур                   |
| 1999      | ф  | Син Ісуса              | Jesus' Son                                                                    | Миру                         |
| 2000      | тф | Жіночі таємниці        | Things You Can Tell Just by Looking at Her                                    | Ребекка Вайнона              |
| 2000      | ф  | Шукайте жінку          | Woman Wanted                                                                  | Емма Райлі                   |
| 2000      | ф  | таймкод                | Timecode                                                                      | Ріні Фішбайн                 |
| 2000      | ф  | О, де ж ти, брат?      | O Brother, Where Art Thou?                                                    | Пенні                        |
| 2002      | ф  | Миля місячного світла  | Moonlight Mile                                                                | Мона Кемп                    |
| 2003      | ф  | Каяття                 | Levity                                                                        | Адель Іслі                   |
| 2003      | ф  | Тринадцять             | Thirteen                                                                      | Мелані «Мел» Фріленд         |
| 2004      | ф  | Маленька чорна книжка  | Little Black Book                                                             | Берб                         |
| 2004      | мф | Суперсімейка           | The Incredibles                                                               | Елен Парр / Еластика (голос) |
| 2005      | ф  | Дев'ять життів         | Nine Lives                                                                    | Соня                         |
| 2005      | ф  | Великий Білий тягар    | The Big White                                                                 | Маргарет Бернел              |
| 2007—2010 | с  | Врятувати Грейс        | Saving Grace                                                                  | Грейс Ханадарко              |
| 2012      | ф  | Джекі                  | Jackie                                                                        | Джекі                        |
| 2016      | ф  | Бетмен проти Супермена | Batman vs. Superman                                                           | сенаторка Фінч               |
| 2016      | ф  |                        | Strange Weather                                                               | Дарсі Бейлор                 |
| 2017      | ф  | Зламане життя          | Breakable You                                                                 | Елеонора Веллер              |
| 2017      | ф  | Велика хвороба         | The Big Sick                                                                  | Бет                          |
| 2017      | ф  | Пісня за піснею        | Song to Song                                                                  | Міранда                      |
| 2018      | с  | Тут і зараз            | Here and Now                                                                  | Одрі Баєр                    |
| 2018      | мф | Суперсімейка 2         | Incredibles 2                                                                 | Елен Парр / Еластика (голос) |

## Нагороди та номінації
| Нагорода                       | Рік  | Категорія                                                   | Фільм/Телесеріал           | Результат |
| ------------------------------ | ---- | ----------------------------------------------------------- | -------------------------- | --------- |
| Оскар                          | 1988 | Найкраща жіноча роль                                        | Телевізійні новини         | Номінація |
| Оскар                          | 1994 | Найкраща жіноча роль другого плану                          | Фірма                      | Номінація |
| Оскар                          | 1994 | Найкраща жіноча роль                                        | Піаніно                    | Перемога  |
| Оскар                          | 2004 | Найкраща жіноча роль другого плану                          | Тринадцять                 | Номінація |
| BAFTA                          | 1994 | Найкраща жіноча роль другого плану                          | Фірма                      | Номінація |
| BAFTA                          | 1994 | Найкраща жіноча роль                                        | Піаніно                    | Перемога  |
| BAFTA                          | 2004 | Найкраща жіноча роль другого плану                          | Тринадцять                 | Номінація |
| Золотий глобус                 | 1988 | Найкраща жіноча роль у комедії або мюзиклі                  | Телевізійні новини         | Номінація |
| Золотий глобус                 | 1990 | Найкраща жіноча роль в мінісеріалі або телефільмі           | Рой проти Уейда            | Номінація |
| Золотий глобус                 | 1994 | Найкраща жіноча роль в мінісеріалі або телефільмі           | Вбивця предводителя        | Номінація |
| Золотий глобус                 | 1994 | Найкраща жіноча роль в драмі                                | Піаніно                    | Перемога  |
| Золотий глобус                 | 2001 | Найкраща жіноча роль в мінісеріалі або телефільмі           | Війна округу Харлан        | Номінація |
| Золотий глобус                 | 2004 | Найкраща жіноча роль другого плану                          | Тринадцять                 | Номінація |
| Золотий глобус                 | 2008 | Найкраща жіноча роль в телевізійному серіалі (драма)        | Врятуйте Грейс             | Номінація |
| Еммі                           | 1989 | Найкраща жіноча роль в мінісеріалі або фільмі               | Рой проти Уейда            | Перемога  |
| Еммі                           | 1993 | Найкраща жіноча роль в мінісеріалі або фільмі               | Вбивця предводителя        | Перемога  |
| Еммі                           | 2000 | Найкраща жіноча роль в мінісеріалі або фільмі               | Війна округу Гарлан        | Номінація |
| Еммі                           | 2001 | Найкраща жіноча роль другого плану в мінісеріалі або фільмі | Жіночі таємниці            | Номінація |
| Еммі                           | 2001 | Найкраща жіноча роль в мінісеріалі або фільмі               | Коли Біллі перемагає Боббі | Номінація |
| Еммі                           | 2008 | Найкраща жіноча роль у драматичному телесеріалі             | Врятуйте Грейс             | Номінація |
| Еммі                           | 2009 | Найкраща жіноча роль у драматичному телесеріалі             | Врятуйте Грейс             | Номінація |
| Премія Гільдії кіноакторів США | 2004 | Найкраща жіноча роль другого плану                          | Тринадцять                 | Номінація |
| Премія Гільдії кіноакторів США | 2008 | Найкраща жіноча роль у драматичному серіалі                 | Врятуйте Грейс             | Номінація |
| Премія Гільдії кіноакторів США | 2009 | Найкраща жіноча роль у драматичному серіалі                 | Врятуйте Грейс             | Номінація |
| Премія Гільдії кіноакторів США | 2010 | Найкраща жіноча роль у драматичному серіалі                 | Врятуйте Грейс             | Номінація |
| Премія Гільдії кіноакторів США | 2014 | Найкраща жіноча роль у телефільмі або мінісеріалі           | Вершина озера              | Номінація |